# Eurytoma hindupurensis
Eurytoma hindupurensis is een vliesvleugelig insect uit de familie Eurytomidae. De wetenschappelijke naam is voor het eerst geldig gepubliceerd in 1919 door Gahan.